# Driving Home for Christmas
Driving Home for Christmas – utwór muzyczny wydany w grudniu 1986. Został napisany, skomponowany i zaśpiewany przez brytyjskiego piosenkarza Chrisa Reę, zarazem był singlem promującym jego album pt. New Light Through Old Windows.
Dotarła do 53. miejsca w brytyjskiej liście przebojów UK Singles Chart w 1986, do 33. miejsca w 2007 i do 14. miejsca w 2017.
W 1995 roku Krzysztof Krawczyk nagrał swoją polskojęzyczną wersję piosenki.

## Historia
W wywiadach dla BBC Radio 4 w audycji radiowej Today w 2009 oraz dla The Guardian w 2016 Rea przyznał, że napisał tę piosenkę wiele lat przed jej pierwszym nagraniem. Pomysł przyszedł mu do głowy, gdy utknął w korku ulicznym spowodowanym opadami śniegu, kiedy to jechał z Londynu do rodzinnego miasta Middlesbrough. W tamtym czasie zerwał kontrakt z wytwórnią, a ta nie była skłonna zapłacić za jego bilet kolejowy, dlatego podróżował samochodem.

## Teledysk
Rea nigdy nie planował napisać świątecznej piosenki. Kilka lat później podczas testowania fortepianów z klawiszowcem Maxem Middletonem znalazł melodię pasującą do tekstu. Początkowo został wydany jako strona B (do singla „Hello Friend” z 1986) Middleton zagrał charakterystyczne jazzowe intro i razem stworzyli typową aranżację kolędy. Teledysk został wyemitowany 25 grudnia 1986 przez holenderski program muzyczny TopPop. W 2009 powstał kolejny teledysk, tym razem zrealizowany z pomocą organizacji charytatywnej Shelter; wszystkie wpływy zostały przekazane na cele charytatywne.

## Inne
W 1997 i 1998 jedna z sieci handlowych w Islandii notorycznie wykorzystywała ten przebój w swoich reklamach świątecznych. W 2011 został nagrany cover przez Stacey Salomon.

## Osiągnięcia

### Wyróżnienia i sprzedaż
| Kraj            | Wyróżnienie     | Sprzedaż |
| --------------- | --------------- | -------- |
| Dania           | Platynowa płyta | 90 000   |
| Wielka Brytania | Platynowa płyta | 600 000  |

### Listy przebojów
| Lista przebojów (1986–2019)                           | Pozycja |
| ----------------------------------------------------- | ------- |
| Ö3 Austria Top 40                                     | 5       |
| Ultratop                                              | 22      |
| International Federation of the Phonographic Industry | 66      |
| Danish Singles Chart                                  | 6       |
| The Official Finnish Charts                           | 17      |
| IFPI Greece                                           | 75      |
| Single Top 100                                        | 9       |
| Top 100 Singles                                       | 18      |
| Japan Hot 100                                         | 18      |
| German Singles Chart                                  | 5       |
| VG-lista                                              | 2       |
| Recorded Music NZ                                     | 30      |
| Związek Producentów Audio-Video                       | 9       |
| Associação Fonográfica Portuguesa                     | 62      |
| International Federation of the Phonographic Industry | 17      |
| SloTop50                                              | 1       |
| Official Charts Company                               | 37      |
| Schweizer Hitparade                                   | 6       |
| Sverigetopplistan                                     | 5       |
| Magyar Hangfelvétel-kiadók Szövetsége                 | 5       |
| UK Singles Chart                                      | 11      |

## Covery
Piosenka doczekała się wielu coverów, które wykonali m.in.:
- Piet Veerman – 1993
- Saint Etienne – 1995
- Michael Ball – 1999
- Henning Stærk – 2000
- Johnny Logan – 2001
- The Bachelors – 2007
- Fady Maalouf – 2008
- Tom Gaebel – 2010
- Joe McElderry – 2011
- Lucy Rose – 2011
- Stacey Solomon – 2011
- The Baseballs – 2012
- Frank Shiner – 2013
- Mario Biondi – 2013
- Glennis Grace – 2013
- Lee Kernaghan – 2014
- Casanovas – 2016
- The High Kings – 2016
- Keith Harkin – 2016
- Deadwall – 2016
- Gavin James – 2016
- The Bagglewatts 2017
- Engelbert Humperdinck – 2018
- Eliza Shaddad – 2018
- Tom Grennan - 2023